# Bitwa pod Lwowem (1695)
Bitwa pod Lwowem – starcie zbrojne, które miało miejsce w dniach 11–12 lutego 1695 podczas wojny polsko-tureckiej (1683–1699) toczonej w ramach wojny Turcji z Ligą Świętą (Austrią, Polską, Wenecją, Państwem Kościelnym, Rosją).

## Geneza
Na początku 1695 Tatarzy przeprowadzili kolejny najazd na ziemie Rzeczypospolitej, którego celem była próba sterroryzowania Polski i zmuszenia jej do zawarcia separatystycznego pokoju z Osmanami. Tatarzy wyruszyli 18 stycznia z Budziaku (w okolicach ujścia do morza Dniestru), a prowadził ich szlakiem kuczmańskim kałga sułtan Szehbaz Girej, syn chana Selima I.
Tatarzy pod wodzą Szehbaza Gireja (oraz Jałasa Agi, Sahadeta i Kazego Gireja) w sile 8–12 tysięcy ordyńców (Nogajów i Tatarów krymskich) przełamali 29 stycznia polską blokadę Kamieńca Podolskiego dostarczając tak zwany zachar (czyli transport żywności) do wygłodzonej twierdzy, następnie ruszyli dalej, mijając 8 lutego polską twierdzę w Złoczowie. Ku powszechnemu zaskoczeniu armia tatarska podążała zwartą kolumną prosto na Lwów, wbrew swemu obyczajowi nie rozpuszczając po drodze żadnych zagonów.
W tym czasie zaskoczony hetman wielki Stanisław Jabłonowski na wieść o pojawieniu się Tatarów wydał zarządzenia mobilizacyjne i przystąpił do pospiesznej koncentracji wojsk pod Lwowem, dzięki czemu zdołał pod miastem zgromadzić około 4 tysięcy żołnierzy.

## Bitwa
Tatarzy, chcąc wykorzystać zaskoczenie, wbrew swym zwyczajom podchodząc pod miasto nie podpalili okolicznych wsi. Będąc blisko celu Tatarzy dowiedzieli się od złapanego szlachcica o koncentracji polskich wojsk, postanowili więc zaatakować Lwów od północy. Tak postępując, swoim nagłym pojawieniem się 11 lutego naprawdę zaskoczyli Polaków, a ułatwieniem był fakt, że w tym czasie we Lwowie odbywały się huczne zabawy na magnackich weselach. Tatarzy po nieudanych atakach na most częścią sił obeszli stanowiska polskie na przedmieściach, zmuszając zagrożone otoczeniem wojsko polskie do cofnięcia się pod same mury Lwowa. Odwrót przyniósł Polakom znaczące straty, a duża grupa Tatarów zdołała wedrzeć się przez bramę do samego miasta. Sytuacja stała się dramatyczna, toteż na mury i baszty ruszyły tłumy mieszczan i okolicznych chłopów. Strzelano do Tatarów nie tylko z broni ręcznej, ale także z hakownic i śmigownic. Doszło do zażartych walk, które trwały do 12 lutego. Polska kawaleria musiała walczyć z Tatarami w wąskich uliczkach. Za murami klasztorów spieszona jazda prowadziła ogień wymierzony w napastników.
Tatarów wyparto ze Lwowa dzięki zorganizowanemu przeciwnatarciu, w którym znaczącą rolę odegrali uzbrojeni w cepy chłopi. Uderzeniem cepów zwalonych zostało kilkunastu Tatarów, którzy potem dostali się do niewoli. Źle czujący się w zabudowaniach najeźdźcy zostali wyparci z miasta. Tatarzy podjęli jeszcze próby opanowania Lwowa z innej strony, jednak bez powodzenia.
Straty polskie, nie licząc strat wśród ochotników, wyniosły około 400 żołnierzy i były prawdopodobnie porównywalne z tatarskimi.

## Podsumowanie
Dopiero w drodze powrotnej orda rozpuściła tradycyjne zagony, plądrując wsie i biorąc jasyr. Gdy droga powrotna stała się udręką z powodu zimna i głodu, brańców bezlitośnie wymordowano. Generalnie najazd tatarski był nieudany, a powrotna droga przez pokryty pustyniami i śniegami Budziak naraziła Tatarów na te same udręki, jakich doznawały wojska polskie w trakcie wypraw na Mołdawię. W drodze powrotnej Tatarzy stracili dużą liczbę koni. Generalnie nie bitwa, a ciężkie warunki atmosferyczne, jakie panowały w odwrocie, zadały ordzie bardzo ciężkie straty – już w okolicach twierdzy Okopy Świętej Trójcy większość Tatarów wracała pieszo.
Wyprawa tatarska, która miała zmusić Polskę do zawarcia pokoju, zakończyła się porażką.